# Jean-Baptiste-Bertrand Durban
Jean-Baptiste Bertrand Durban est un économiste français né le 27 avril 1732 à Mouzon (Ardennes) et mort à Paris le 25 avril 1808. 

## Biographie
Il étudie à Sedan et à Verdun. 
Il travaille ensuite à Paris dans les finances. Il est directeur de la Régie à partir de 1759 pendant seize ans. Il collabore avec Turgot au Plan général de finances.
Il regagne Mouzon en 1776. 
De 1784 à 1787, il est "premier commis" ou "chef du bureau des projets" du contrôleur général des finances Calonne: il est responsable de l'« examen des projets de Finance & des Mémoires relatifs à différents Objets d'Administration qui lui sont renvoyés par le Ministre ». Son bureau est situé rue de Provence.  En octobre 1786, Calonne l'envoie examiner une machine, inventée par Brisout de Barneville pour la filature du coton, qui est exposée dans l'ancien couvent des Célestins. 
De 1779 à la Révolution, il touche 3600 livres par an « à titre d'appointements conservés, pour récompense de services en qualité d'ancien directeur de la régie des droits réunis ». Le 17 mai 1788, il obtient 2400 livres de plus. 
Il est l'auteur de trois ouvrages publiés anonymement.

## Œuvres
- Essai sur les principes des finances,  Londres et Paris, Prault, 1769.
- Éloge de Colbert, Paris, Prault, 1773, in-8 de 64 pages (sujet mis au concours par l'Académie française en 1772).
- Traité de l’impôt, Paris, Bleuet & Cherfils, an VI (1797).